# Myzus sorbi
Myzus sorbi är en insektsart. Myzus sorbi ingår i släktet Myzus och familjen långrörsbladlöss. Inga underarter finns listade i Catalogue of Life.